# صدای مردم
صدای مردم اصطلاحی است که در بعضی زبان‌های اروپایی به معنای استفاده از نظر عموم مردم در اعمال حاکمیت است. «صدای مردم صدای خداست» از مثل‌های مشهور در افواه مردم در زبان فارسی و لاتینی است.
صدای مردم در روزنامه نگاری به معنای مصاحبه با عامه مردم است. امروزه بسیاری از روزنامه نگاران و خبرنگاران در صفحات روزنامه‌ها و پایگاه‌های خبری اینترنتی و کانال‌های شبکه‌ای از این اصطلاح برای درج نظرات عموم استفاده‌کنندگان و دنبال‌کنندگان استفاده می‌برند.